# Паттензен
Паттензен (нем. Pattensen) — город в Германии, в земле Нижняя Саксония.
Входит в состав района Ганновер. Население составляет 13 885 человек (на 31 декабря 2010 года). Занимает площадь 67 км². Официальный код — 03 2 41 013.
| Год  | Население |
| ---- | --------- |
| 1990 | 12 966    |
| 1995 | 13 070    |
| 2000 | 12 986    |
| 2005 | 13 850    |
| 2010 | 13 946    |

## Фотографии

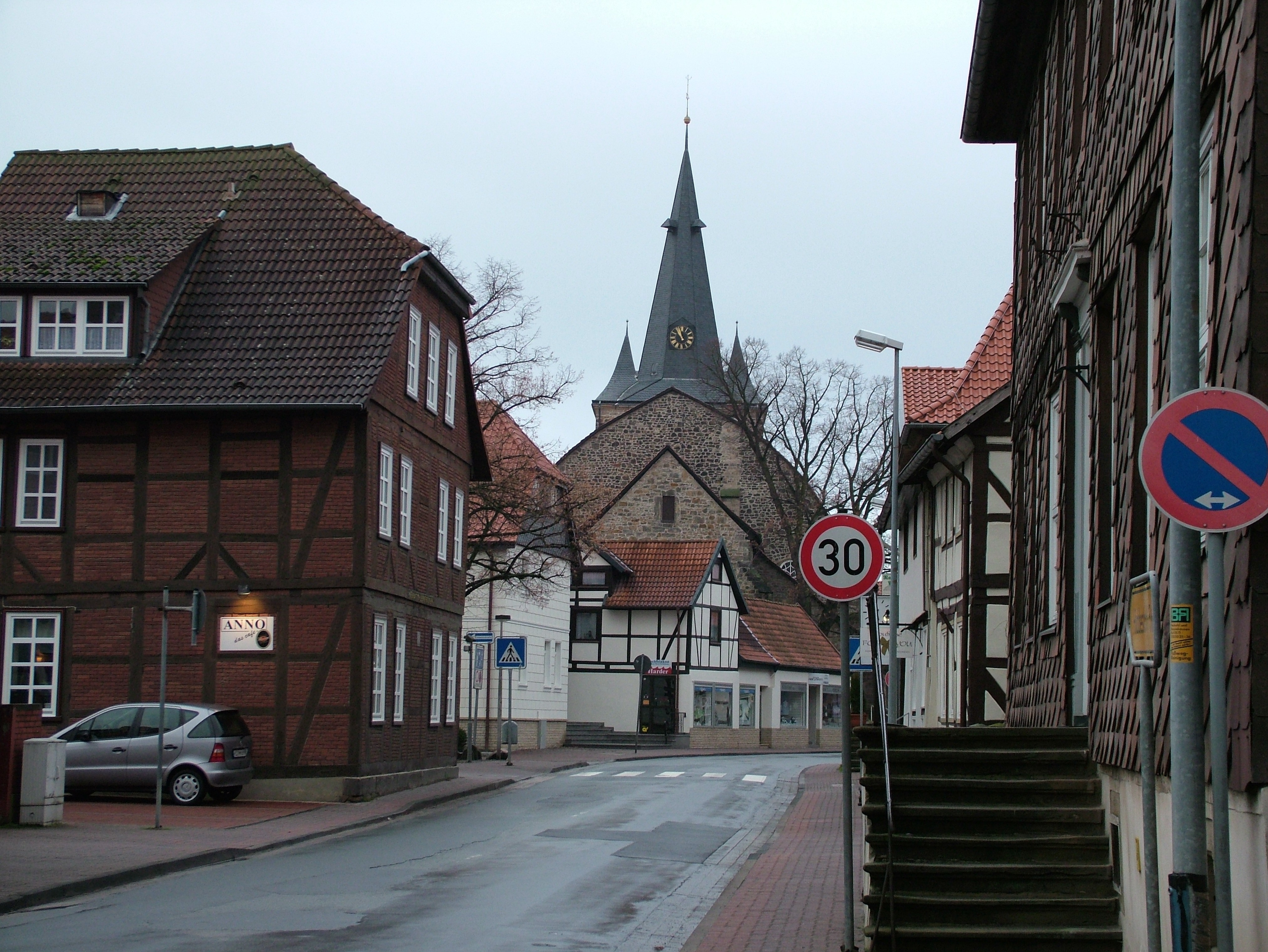
Церковь
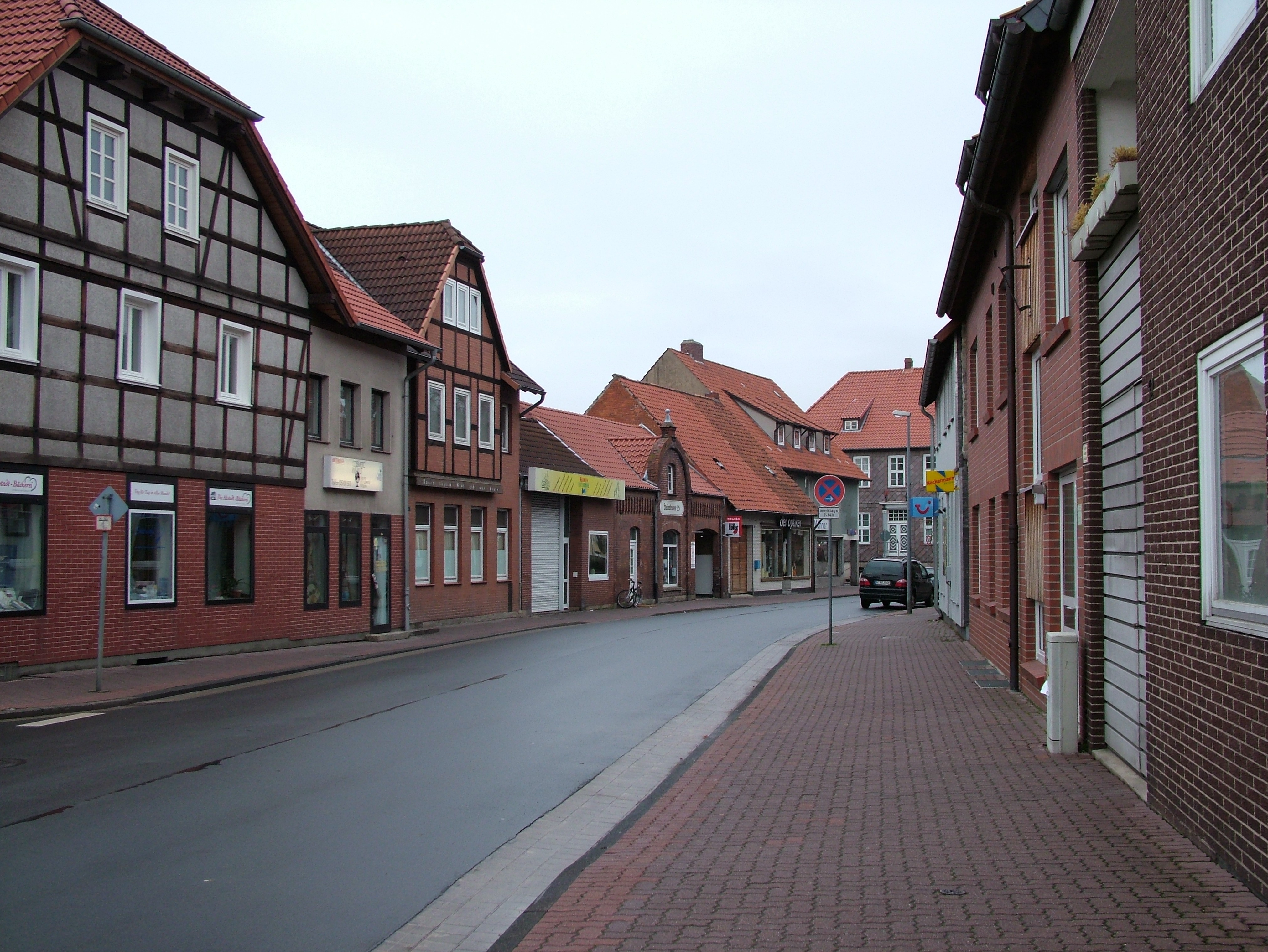
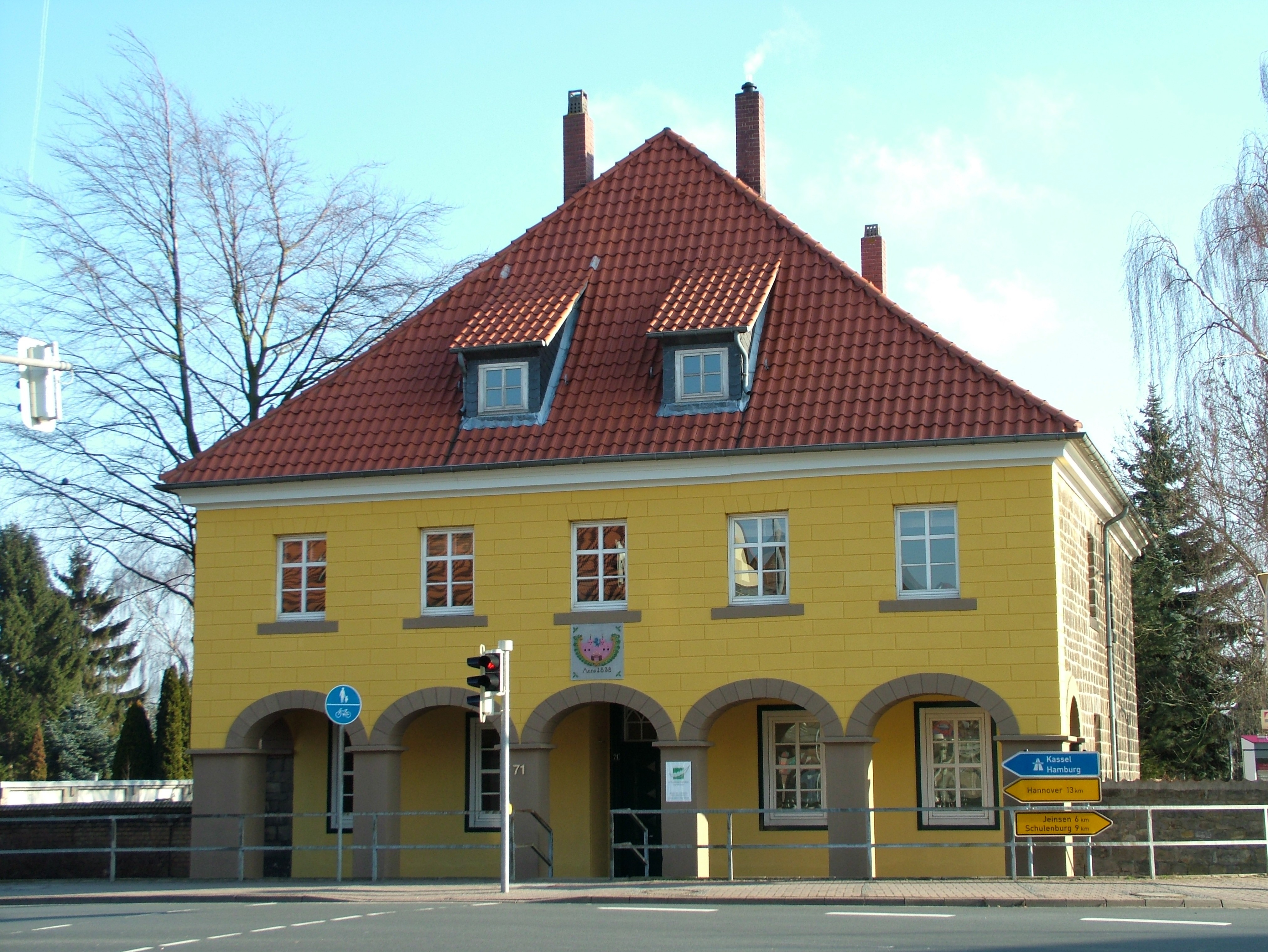
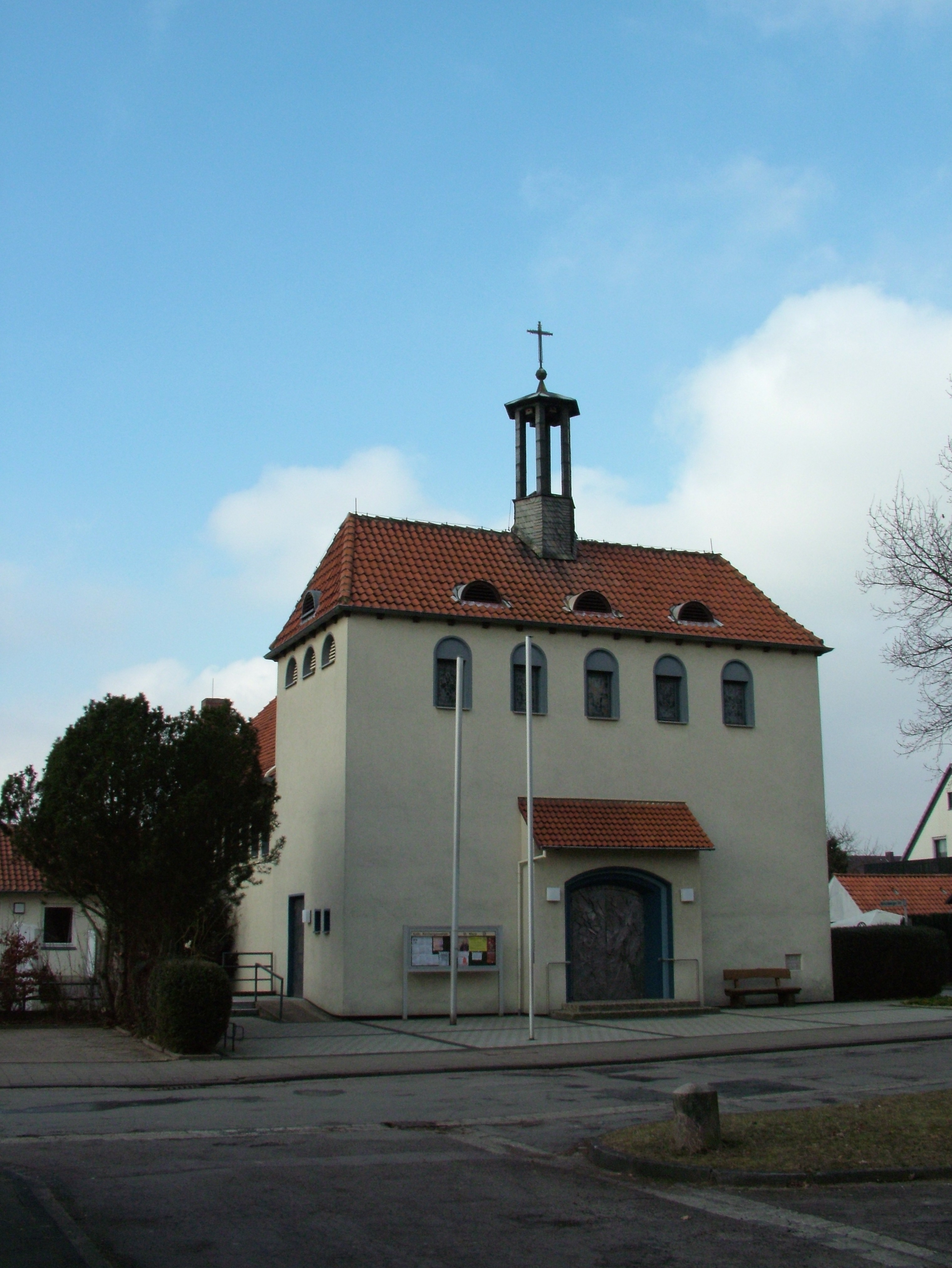
Церковь
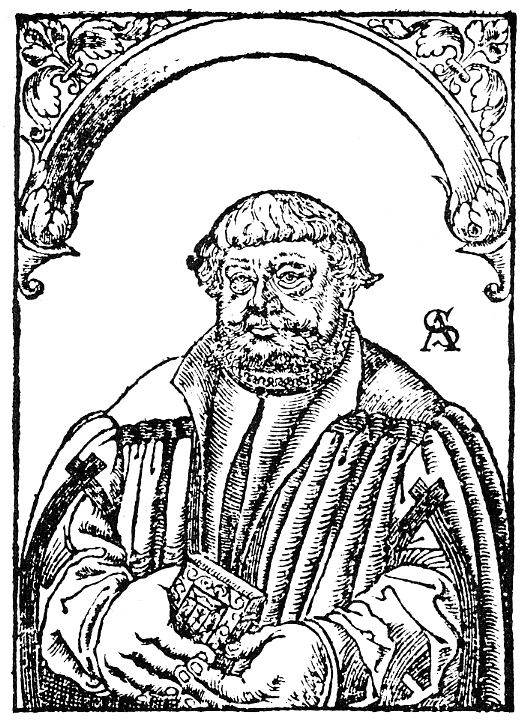
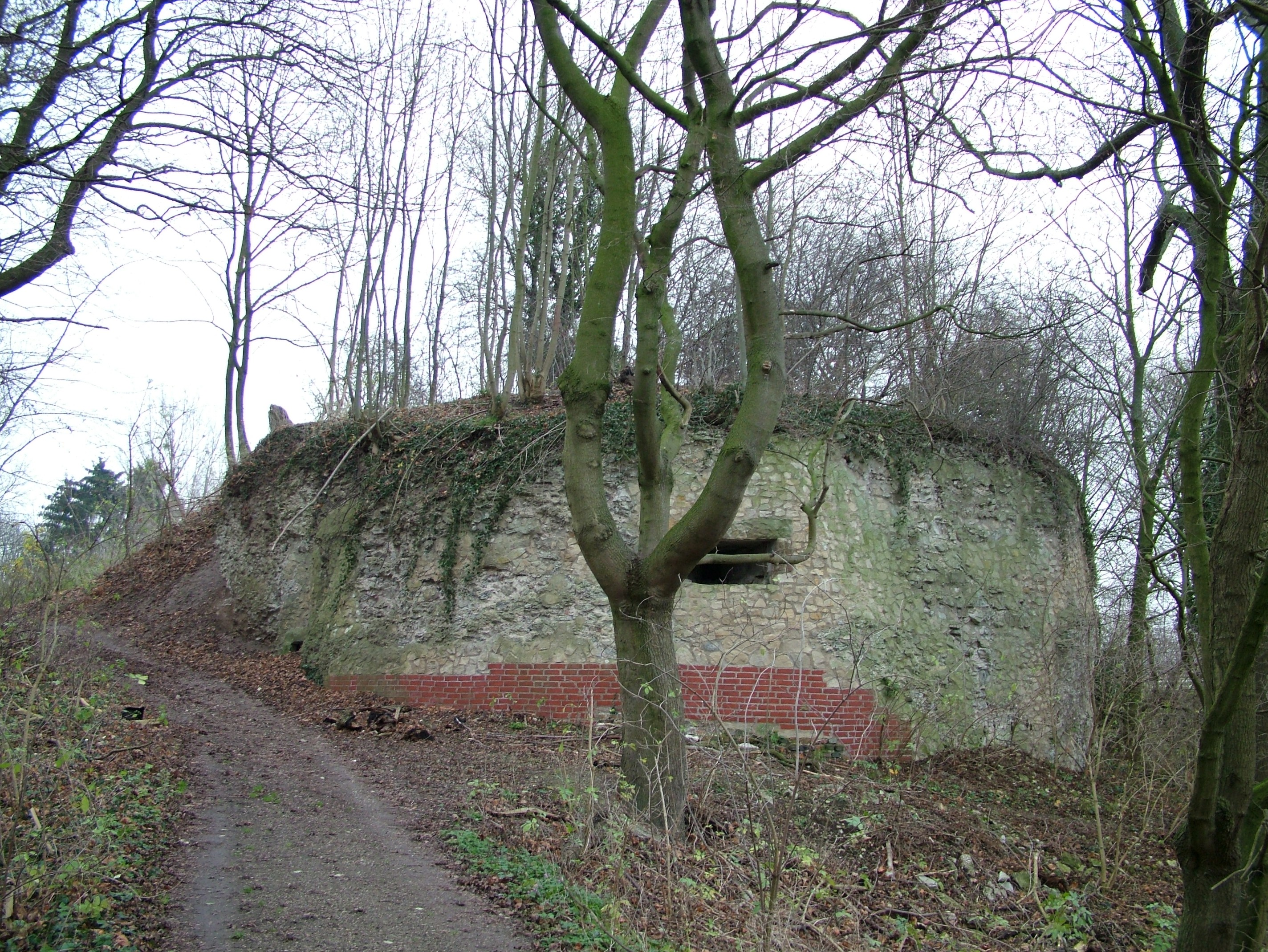